# Angiotenzin-konvertirajući enzim 2
Angiotenzin-konvertirajući enzim 2 (ACE2) je transmembranski glikoprotein koji pripada obitelji dipeptidil karboksipeptidaza. Ujedno spada i u skupinu cink metaloproteaza što znači da razgrađuje proteine na način da cijepa peptidne veze između aminokiselina koje se nalaze blizu C-terminalnog kraja. Igra ključnu ulogu u renin-angiotenzinskom sustavu, a poznat je i kao stanični receptor za SARS-CoV-2. ACE2 je visoko konzerviran kroz vrste što ukazuje na  njegovu biološku funkciju. Najviše je eksprimiran u epitelu tankog i debelog crijeva, bubrega, mokraćnog mjehura i testisa te u endotelu krvnih žila.

## Struktura
ACE2 se sastoji od 805 aminokiselina i ima molekulsku masu od 92.5 kDa. Struktura ACE2 se sastoji od signalnog peptida na N-terminalnom kraju(ostaci 1-19), velike hidrofilne izvanstanične katalitičke domene(20-615), koja se sastoji od subdomena I i II, te manje hidrofobne transmembranske domene nalik kolektrinu(616-805). Za razliku od angiotenzin konvertirajućeg enzima(ACE), ACE2 protein ima samo jednu katalitičku domenu, koja dijeli 42% identičnosti sa svakom od dvije ACE katalitičke domene. Katalitička domena ima jedno metaloproteazno aktivno mjesto koje se nalazi između subdomena I i II, a izgrađeno je pomoću motiva za vezanje cinka (HEXXH + E motiv). U svojoj strukturi ACE2 također sadrži i 7 mjesta za glikozilaciju te 3 disulfidna mosta.

## Funkcija
ACE2 enzim konventira angiotenzin 2 u angiotenzin 1-7, tako što odcjepljuje zadnju aminokiselinu na C-terminalnom kraju, točnije fenilalanin. Takvim proteolitičkim cijepanje snižava krvni tlak, djeluje protuupalno te pruža antioksidativnu zaštitu.
U kontekstu metabolizma, ACE2 smanjuje inzulinsku rezistenciju, štiti β-stanice gušterače od oksidativnog stresa te potiče periferno iskorištavanje glukoze u skeletnim mišićima i masnom tkivu.
Djeluje antifibrotski tako što inhibira djelovanje TGF-β (transforming growth factor-beta), koji je ključni pokretač plućne fibroze.
U kontekstu Alzheimerove bolesti i drugih neurodegenerativnih stanja, ACE2 može smanjiti upalne odgovore i mikroglijsku aktivaciju, što potencijalno usporava progresiju bolesti.

## Metode istraživanja ACE2
Za istraživanje i određivanje prisutnosti te količine ACE2 koriste se razne, već dobro definirane metode.  
Jedna od temeljnih metoda je SDS-PAGE, odnosno elektoforeza u poliakrilamidnom gelu, gdje se uzorci proteina uz pomoću natrijevog dodecil fosfata prvo denaturiraju te zatim pod utjecajem električne struje prolaze kroz gel te se odvajaju na temelju njihove molekulske mase.  
Za detekciju u tkivima i stanica može se koristiti konfokalna mikroskopija. Koristi se primarno protutijelo specifično za ACE2 te sekundarno protutijelo specifično za primarno protutijelo, koje na sebi ima vezanu fluorofor. Taj fluorofor se zatim može dobro vizualizirati na mikroskopu kako bi se potvrdila lokalizacija ACE2 u stanicama.
Još jedna od metoda za određivanje ACE2 koja se može kosristiti je kvantitativni PCR. PCR se temelji na amplificiranju količine DNA te vizualizaciji i kvantifikaciji pomoću DNA interkalirajućih fluorescentnih boja.

## ACE2 kao receptor za SARS-CoV-2
ACE2 je stanični receptor virusa SARS-CoV-2 koji se putem šiljastog proteina veže na njega.
Koronavirusna bolest 2019 (COVID-19) je teška sistemska bolest kod koje može doći do teških metaboličkih komplikacija u više tkiva. Kod pacijenata sa SARS-CoV-2 infekcijom je uočeno oštećenje jetre unutar 15 % – 65 % slučajeva. Oštećenje se javlja zbog staničnih promjena uzrokovanim virusom, slična onima u hepatitisu B i C, ili je oštećenje potaknuto imunološkim stanicama.
Kod postojećih bolesti jetre, ekspresija ACE2 je povećana čime je olakšana infekcija SARS-CoV-2 virusom, što može pogoršati postojeću bolest.
Za sprječavanje teže kliničke slike koriste se antivirusni lijekovi. Istražene su i male molekule koje ciljaju gene koji kontroliraju ekspresiju ACE2 ili ACE2 deubikvitinirajuće enzime, inhibitori vezanja šiljastog proteina na ACE2 receptor  te pojačivači enzimatske aktivnosti ACE2 kao potencijalne terapije.